# Термінал ЗПГ Мохешкалі
Термінал ЗПГ Мохешкалі – інфраструктурний об’єкт для імпорту зрідженого природного газу (ЗПГ) до Бангладеш, створений на замовлення компанії Petrobangla.
Починаючи з кінця 1960-х бангладеська промисловість (передусім електроенергетика та промисловість азотних добрив) споживала видобутий в країні природний газ. Втім, у 21 столітті на тлі стрімкого зростання попиту виник дефіцит цього ресурсу, для покриття якого вирішили організувати імпорт ЗПГ. Наразі вдалось реалізувати проект терміналу у Мохешкалі на крайньому південному сході країни, при цьому віддали перевагу плавучому регазифікаційному терміналу, створення якого потребує менше капітальних інвестицій та часу.
Розташувати причальний комплекс на узбережжі острова Мохешкалі було неможливо через малі глибини (превалююча ситуація біля узбережжя Бангладеш, яке знаходиться під сильним впливом виносу осаду з гігантської дельти Гангу-Брахмапутри-Мегхни). Як наслідок, за 2,4 км від острова Мохешкалі в районі з глибинами моря 30 метрів облаштували занурений причальний комплекс, який забезпечує швартовку та підключення до трубопроводів плавучої установки зі зберігання та регазифікації (можливо відзначити, що рішення з використанням зануреного причального комплексу раніше вже було застосоване на терміналах Gulf Gateway, Northeast Gateway, Neptune LNG та у ізраїльській Хайфі). Доставку та монтаж підводних елементів виконало судно для перевезення негабаритних вантажів Jumbo Javelin, яке має кранове обладнання великої вантажопідйомності. Під час важких погодних умов (над Бенгальською затокою регулярно проходять потужні муссони) плавуча установка має відокремлюватись та відпливати у безпечне місце. 
Для роботи в Мохешкалі у компанії  Excerelate Energy зафрахтували на 15 років плавучу установку (FSRU) Excellence. Остання має резервуари для ЗПГ загальним об’ємом 138 тис м3, а розміщена на борту регазифікаційна установка здатна видавати 14 млн м3 на добу. Excellence прибула до узбережжя Бангладеш ще у квітні 2018-го, проте проблеми із причальним комплексом затримали початок роботи аж до серпня. 
Від причального комплексу регазифіковану продукцію подали по трубопроводу довжиною 7,5 км на суходіл, де вона потрапляє до газопроводу Мохешкалі – Читтагонг.
Ще до початку роботи Excellence у Petrobangla вирішили подвоїти пропускну здатність терміналу (проект Summit LNG). Елементи другого зануреного причального комплексу доправили з Китаю, Малайзії та Європи до Сінгапуру, звідки на початку 2019-го їх відправили на баржах до місця монтажу. Плавучу установку із резервуарами загальним об’ємом 138 тис м3 та регазифікаційною потужністю 14 млн м3 на добу зафрахтували на 15 років у тієї ж Excerelate Energy, при цьому вона була перейменована на Summit LNG. У другій половині квітня 2019-го друга установка прибула в район Мохешкалі з вантажем ЗПГ із Катару та до кінця місяця була введена в роботу (втім, використання терміналу на повну потужність стало можливим лише після лютого 2020-го, коли на трасі трубопроводу Мохешкалі – Читтагонг проклали другу нитку).